# کارول، نیوساوت ولز
کارول (به انگلیسی: Carroll) یک منطقهٔ مسکونی در استرالیا است که در نیو ساوت ولز واقع شده‌است.